# بوكيري (فلم)
بوكيري {{بالهندية: पोकिरी) هو فيلم إثارة هندي أنتج في عام 2006 بلغة التيلوجو الهندية، وهو من تأليف وإخراج بوري جاجاناد، وقد تعاون جاجاناد في إنتاج الفيلم مانجولا جاتامانيني من خلال شركتي إنتاج فايشنو أكاديمي، وإنديرا برودكشنز. قام ببطولة الفيلم ماهيش بابو وإليانا دي كروز، بينما لعب براكاش راج، ونصار، وأشيش فيديارثي، وساياجي شيندي أدوارًا بارزة في الفيلم.
تدور أحداث الفيلم حول قاتل مأجور محلي تكسبه غرائزه القاتلة ليس فقط رفض صديقته وعداء شرطي فاسد ولكن أيضًا انتباه شخص مطلوب.
بلغت ميزانية تصوير الفيلم حوالي 12 كرور روبية هندية (120 مليون روبية هندية). وبدأ تصوير الفيلم في نوفمبر 2005 واستمر حتى أبريل 2006. تم تصوير معظم مشاهد الفيلم في مدينة حيدر أباد ومدينة تشيناي وما حولهما، باستثناء إحدى أغاني الفيلم التي تم تصويرها في مقاطعة بوكيت في تايلاند والعاصمة التايلندية بانكوك. كان شيام ك.نايدو هو المصور السينمائي للفيلم، وقام بتحريره مارثاند ك. فينكاتش. وقام ماني شارما بتأليف الموسيقى التصويرية والخلفية للفيلم.
صدر فيلم بوكيري في 28 أبريل 2006، وحظي بأراء نقدية إيجابية، وحصد موزعو الفيلم ما يزيد عن 42 كرور روبية هندية (420 مليون روبية هندية). حقق الفيلم أرباحًا قدرت بحوالي 660 مليون روبية هندية في جميع أنحاء العالم، وظل الفيلم الناظق بالتليوجوية الأعلى ربحًا لمدة ثلاث سنوات، حتى تجاوزه فيلم ماجادهيرا الصادر في عام 2009. كان الفيلم أيضًا واحدًا من أربعة عشر فيلمًا من جنوب الهند يتم عرضها في حفل توزيع جوائز مهرجان أكاديمية السينما الهندية الدولية السينمائي، جنبًا إلى جنب مع فيلم طاغور لـ ف. ف. فيناياك. حصل الفيلم في عام 2006 على أربع جوائز ناندي، وجائزتين من مهرجان فيلم فير. دفع نجاح الفيلم إليانا دي كروز إلى النجومية وأثبت قدرات بوري جاجاناد ككاتب ومخرج. أعيد إنتاج الفيلم باللغة التاميلية وصدر في عام 2007 باسم «بوكيري»، ثم صدر باللغة الهندية في عام 2009 بعنوان «مطلوب»، وباللغة الكانادية في عام 2010 بعنوان «بوركي»، وباللغة البنغالية في عام 2011 بعنوان مونير جالا.

## القصة
تلجأ عصابتا مافيا متنافستان بقيادة دون علي بهاي ومقرها في دبي، ونارايانا إلى القيام بأنشطة إجرامية في مدينة حيدر أباد مثل الابتزاز والقتل والإكراه لأسباب مختلفة. يركز مفتش الشرطة الجديد صياد محمد باشا قادري على جعل المدينة مكانًا أفضل من خلال العمل على اعتقالهم جميعًا. يعيش باندو مع أصدقائه في مدينة حيدر أباد، وهو رجل عصابات لا يرحم، ياستأجره نارايانا ليهاجم أتباع علي بهاي. ينضم باندو لاحقًا إلى عصابة علي بهاي لأسباب مالية. ويقع في حب شروتي (إليانا دي كروز) مدربة الأيروبكس التي ترفضه في البداية.
تعيش شروتي مع والدتها الأرملة وشقيقها وجارها براهمي مهندس البرمجيات الذي يضغط عليها للزواج منه. ينجذب ضابط شرطة فاسد يدعى باسوباثي ويعمل لحساب علي بهاي إلى شروتي ويصمم على أن يتخذها عشيقة له، ولم يردعه رفض شروتي المتكرر. يقتل باندو أحد أتباع نارايانا ليواجه باسوباثي بعد ذلك ومنعه من التحرش بشروتي، فتلتقي به شروتي في اليوم التالي لتشكره، ويقدم لها باندو نفسه كشخص يعمل لحسابه الخاص، ويقوم بأي نشاط من أجل المال. وتنشأ لدى كل منهما مشاعر رومانسية غير معلنة تجاه بعضهم البعض مما يثير غضب باسوباثي.
يقترح سوريانارايانا مدير شروتي في العمل عليها أن تتزوج الرجل الذي تحبه. فتقابل شروتي باندو وتعترف له بحبها وتطلب الزواج منه بعد أن رفضت باسوباثي، وعندئذٍ يتعرض باندو لهجوم هجوم من أتباع نارايانا فيقتلهم، ويكشف لشروتي أنه رجل عصابات ويخبرها أنها قد ترغب في إعادة التفكير في طلبها. وبعد أن أبعدت شروتي نفسها عن باندو، يدبر باسوباثي لها اعتداء جنسي وهمي على يد عدد من رجال العصابات دون علم عائلتها وسكان المنطقة لكي يدمر حياتها ويجبرها بعد ذلك على أن تكون عشيقته. فيواجه باندو باسوباثي حين يعلم بذلك، ويحذره من أنه سيواجه عواقب وخيمة إذا ثبتت إدانته بالتورط في الحادث.
يزور علي بهاي مدينة حيدر أباد، ويغتال نارايانا، ثم يقابل باندو لمناقشة عملية قتل وزير عن طريق تفجير بالون مفخخ. يرفض باندو استخدام هذه الطريقة التي قد تؤدي إلى قتل بعض الأبرياء. يعتقل المفتش قادري علي بهاي ويعذبه، فينتقم أتباع علي بهاي من المفتش قادري بتصوير ابنته وهي تغري نجل الوزير بممارسة الجنس معها، ويرسلوا صورها لوسائل الإعلام. ثم يقومون باختطافها مما يجبر الشرطة على إطلاق سراح علي بهاي. يتمكن باندو في هذه الأثناء من القبض على رجال العصابات الذين تظاهروا باغتصاب شروتي فتتصالح معه.
تتعرض ابنة المفتش قادري للتخدير وتكشف أن ضابط شرطة سري واسم والده سوريانارايانا قد تسلل إلى العصابة لبعض الوقت. ويقتل علي بهاي أجاي نجل سوريانارايانا، على افتراض أنه العميل السري للشرطة. فيكشف سوريانارايانا أن أجاي كان ابنه بالتبني، وأن باندو هو في الواقع كريشنا مانوهار آي بي إس، ابنه الحقيقي الذي تسلل إلى عصابته لحساب قادري. يقُتل سوريانارايانا فيقمم مانوهار بإجبار باسوباثي على قتل علي بهاي قبل أن يبدأ في تنفيذ خطته لتفجير عدد من القنابل في حيدر أباد.
يقتل مانوهار أتباع علي بهاي واحدا تلو الآخر في بيني ميلز. ويعرض علي بهاي على باسوباثي مبلغًا ضخمًا لقتل مانوهار إلا أن محاولته باءت بالفشل. فيقتل مانوهار علي بهاي بقطع رقبته في مواجهة أخيرة بينهما، وينقذ ابنة قادري، ثم يقتل مانوهار باسوباثي الذي يحاوله طعنه.

## الممثلون
- ماهش بابو: في دور باندو، وكريشنا مانوهار أي بي إس.
- إليانا دي كروز: في دور شروتي مدربة اللياقة البدنية.
- براكاش راج: في دور علي بهاي.
- نصار: في دور سوريانارايانا.
- أشيش فيديارثي: في دور مساعد المفتش باسوباثي.
- ساياجي شيندي: في دور مفتش الشرطة ساياد محمد باشا قادري.
- اجاي: في دور اجاي الابن المتبنى لسورياناريانا.
- براهماناندام: في دور براهمي مهندس البرمجيات، وجار شروتي.
- علي: في دور رئيس جمعية المتسولين.
- فينو مادهاف: في دور نائب رئيس جمعية المتسولين.
- ساتيا براكاش: في دور نارايانا.
- إيساي: في دور معلم.
- سوباراجو: في دور نايار.
- جيوتي رنا: في دور منى.
- سودها: في دور والدة شروتي.
- ماستر بارات: في دور شقيق شروتي.
- كريشنودو: في دور صديق باندو.
- بروثفيراج: في دور فيشواناث.
- نارسينج ياداف: في دور ساتي رجل العصابات.
- ج. ف. سوداكار نايدو: في دور عضو عصابة نارايانا.
- باندلا غانيش: في دور المراسلة.
- مميث خان: في أداء رقصة أغنية الفيلم إباتيكينكا.

## الإنتاج

### التحضيرات
اعتزم المخرج بوري جاجاناد في عام 2004 بعد الفشل التجاري لفيلمه أندهراوالا، أن يقدم فيلمًا جديدًا بعنوان سري كريشنودو من إنتاج شركة سورابي ومن بطولة تشيرانجيفي في الدور الرئيسي. وفيما بعد، قرر أن شرح القصة لتشيرانجيفي ودفعه لقبول الدور وتصوير الفيلم ستكون عملية طويلة وشاقة. فاختار بدلًا من ذلك إعادة إحياء نص فيلم «أوتام سينغ س / و سوريانارايانا» الذي كان قد كتبه أثناء عمله على إنتاج فيلم بادري في عام 2000، وقرر إسناد الدور الرئيسي في الفيلم للممثل باوان كاليان، لكنه رفض ذلك. فأسند الدور بعد ذلك لرافي تيجا الذي وافق على لعب دور البطولة، وكان من المقرر أن يتولى ناجيندرا بابو إنتاج الفيلم، قبل أن يتصل شيران المخرج الحائز على العديد من الجوائز عن فيلمه «أوتوجراف» الذي صدر في عام 2004 بالغة التاميلية، ويطلب من تيجا العمل معه على إعادة إنتاج الفيلم باللغة التيلوجوية. وكان تيجا حريصًا على المشاركة في نسخة الفيلم الجديدة لأنه أحب النسخة الأصلية كثيرًا فأدى ذلك إلى تعليق مشروع إنتاج فيلم «أوتام سينغ س / و سوريانارايانا» مؤقتًا. أخرج جاجاناد وأنتج في تلك الفترة فيلمه 143 الذي صدر في عام 2004. وتراجع تيجا عن المشاركة في الفيلم نظرًا لتضارب مواعيد التصوير مع التزاماته القائمة الأخرى. أراد جاجاناد أن يختير أداء سونو سود في لعب الدور الرئيسي، ولكن هذا أيضًا فشل ولم يتحقق.
التقى جاجاناد في 3 نوفمبر 2004 بماهش بابو في فندق تاج في حيدرباد ليوضح له حبكة الفيلم، وروى له قصة أوتام سينغ ضابط الشرطة السري الذي تسلل إلى عصابة مافيا وعمل معها كمجرم، في سبيل قتل زعيمها. فأحب بابو النص لكنه اقترح على جاجاناد تعديل خلفية النص ليناسب حساسيات المشاهدين الناطقين باللغة التيلجوية. ووافق جاجاناد واستبدل أيضًا العنوان السابق للنص بالعنوان الجديد «بوكيري». أراد بابو أن يبدأ في تصوير الفيلم في عام 2005 كي يتسنى له إنهاء التزاماته الحالية. فتأجل إنتاج الفيلم كما طلب بابو، وأخرج جاجاناد في تلك الأثناء فيلمه «سوبر» الذي صدر في عام 2005 من بطولة أكينيني ناجارجونا. واستلهم جاجاناد أثناء إعادة صياغة النص بعض التفاصيل من فيلم «مارانا مرودانجام» الصادر في عام 1988، وفيلم «مشاغب الدولة» الصادر في عام 1989. تعاون بوري جاجاناد مع مانجولا جاتامانيني على إنتاج فيلم بوكيري من خلال شركتي فايشنو أكاديمي، وإنديرا برودكشنز بميزانية تراوحت ما بين 100 و120 مليون روبية هندية.

### اختيار طاقم العمل
كان شعر ماهش بابو في فيلم بوكيري أطول مما كان عليه في أفلامه السابقة، كما عهد إلى خسارة خمسة كيلوغرامات من وزنه من أجل لعب الدور، واستخدم خزانة ملابس جديدة مع استخدام نفس زوج الأحذية طوال الفيلم. أراد جاجاناد أن يزج بعائشة تاكيا في الفيلم للعب دور البطولة إلى جانب بابو، لكن صناع القرار قرروا في اللحظات الأخيرة استبدال عائشة تاكيا بممثلة أخرى وأجروا العديد من اختبارات الأداء لممثلات كانت من بينهن ديبيكا بادوكون، كما حاول جاجاناد إسناد لعب دور البطولة لبارفاتي ميلتون التي رفضت العرض بسبب رفض والديها في ذلك الوقت لعملها كممثلة. ثم عرض لعب الدور على كانجانا رانوت التي لم تستطع قبول الدور بسبب تضارب مواعيد التصوير مع مواعيد تصوير مشاهدها في فيلم «رجل عصابة» الذي صدر في عام2006. وفي النهاية قرر جاجاناد التعاقد مع إليانا دي كروز للعب دور البطولة النسائية في الفيلم، بعد أن شاهدها في أول ظهور لها في فيلم ناطق بلغة التيلوجو في ديفاداسو عام 2006، لأنه احتاج إلى فتاة تبدو وكأنها مراهقة لتلعب دور مدرة اللأيروبكس.
لعب براكاش راج وأشيش فيديارثي دور الخصمان الأساسيان للبطل خلال أحداث الفيلم. حيث لعب راج دور زعيم المافيا، ولعب فيديارثي دور ضابط شرطة فاسد، وهو دور الشرير الذي يجد فيديارثي متعة أكثر في لعبه من دور البطل. كما لعب ساياجي شيندي ونصار الشخصيات الرئيسية الأخرى في الفيلم. ولعبت جيوثي رانا دور عشيقة زعيم عصابة، مسجلاً ظهورها الأول في السينما الناطقة بالتيلوجوية. كما لعب إيساي وسوباراجو أدوارًا سلبية أيضًا، وكان الفيلم هو الظهور الأول لإيساي في فيلم بالتيلوجوية أيضًا. ولعب علي دور المتسول إلى جانب براهماناندام وفينو مادهاف. وقد أضاف جاجاناد هذا الثلاثي إلى الفيلم لإضفاء بعض الدعابة والمرح على جو الأحداث. لعب ماستر بارات دور شقيق إليانا. وقام مميث خان بأداء رقصة إحدى أغاني الفيلم.
كتب جاغانناد قصة الفيلم والسيناريو والحوار مع ماهر راميش لمساعدته ككاتب سيناريو، وماني شارما لتأليف موسيقى الفيلم على الرغم من أنه عمل مع شاكري عدة مرات في الماضي بناءًا على اقتراح بابو. كما كان شيام ك.نايدو هو المصور السينمائي للفيلم وحرره مارثاند ك. فينكاتيش. وكان شينا هوالمخرج الفني، بينما كان كريشنا المنتج المنفذ للفيلم.

### التصوير
تم تصوير أغلب مشاهد فيلم بوكيري في حيدر أباد وحولها، وخاصة في استوديوهات أنابورنا، ومصنع الألمنيوم بالقرب من جاتشيبولي وتلال جياثري، وقلعة غولكوندا خلال 100 يوم عمل، من نوفمبر 2005 وحتى أبريل 2006. وتم تصوير معظم المشاهد في لقطة واحدة. استغرق الأمر من بابو وقتًا حتى يتكيف مع أسلوب جاجاناد في صناعة الأفلام. وقام المصمم تشيتانيا راو المقيم في مدينة تشيناي بتصميم أزياء بابو وإليانا أبطال الفيلم. اكتمل حوالي 80 بالمائة من تصوير الفيلم بحلول أواخر فبراير 2006 باستثناء مشهد ذروة الفيلم وأغنيتين من أغاني الفيلم لم يكن قد تم تصويرهما بعد. هذا جعله أسرع فيلم ناطق بالتيلوجو يقوم بابو ببطولته.
تم تصوير أغنية «جالا جالا» في محافظة بوكيت، ومدينة بانكوك في تايلاند. كان مصور الفيلم شيام ك. نايدو قبل تصوير أغنية «جاجادام» مشغولًا بتصوير مسلسل مانا الذي صدر في عام 2007، ولم يتمكن من تصويره الأغنية، فحل محله المصور السينمائي ك. ف. جوهام الذي عمل في فيلم «بابوس أثادو» عام 2005 لبعض الوقت، وانتهي من تصوير مشاهد ذروة الفيلم في مارس 2006 في منطقة بيني ميلز المنحلة الموجودة في تشيناي تحت إشراف مصمم الرقصات والحيل الحركية فيجايان. اقترح جاجاناد أن تتضمن مشاهد الذروة مشهدًا يفشل فيه براكاش راج في سماع أي شيء لفترة من الوقت بعد أن يصدمه بابو.
صرح بابو في مقابلة له أنه اضطر إلى تصوير مشاهد ذروة الفيلم وأغنيتين بشكل متواصل لمدة ثمانية وثلاثين يومًا، مضيفًا أنه اضطر إلى زيارة المستشفى لتلقي العلاج من آلام الكتف. وفي أثناء تصوير المشاهد التي تجري تحت الماء، استُخدم عدد قليل من المصابيح الكهربائية. ثم قام الكهربائيون بتغيير الخطوط، مما تسبب في حدوث ماس كهربائي أدى إلى وفاة أحد أعضاء الوحدة، وكان بابو قد خرج للتو من المسبح قبل ثانيتين فقط من وقوع الحادث ويصف بابو ما حدث له بأنه «نجاة بمعجزة».

## الموسيقى
قام ماني شارما بتأليف الموسيقى التصويرية الرسمية لفيلم بوكيري، بينما كتب بهاشكاراباتلا، وكانديكوندا، وفيسوا كلمات الأغاني. أراد جاجاناد من شارما أن يؤلف ألحان ست أغنيات للفيلم، من بينها أغنيتين ثنائيتين يؤديها البطلان الرئيسيان في الفيلم، وثلاثة أغاني راقصة فردية من أداء بطل الفيلم، ورقصة واحدة. استمع جاجاناد أثناء تصوير فيلم سيفاماني في عام 2003 إلى أغنية «انصت لهطول المطر» التي بدت شبيهة بأغنية «جالا جالا باروتونا جوداريلا» من الفيلم الناطق بالتيلوجو «جوري» الذي صدر في عام 1974. وعلم بعد ذلك أن أغنية عام 2003 كانت بالفعل مستوحاة من الأغنية الأولى، فقرر إعادة استخدام نفس النغمة مع الآلات الحديثة وكلمات الأغاني المختلفة. كما اتُهم شارما بنسخ لحن أغنية «جاليو» لريكي مارتن واستخدامها في لحن أغنية «ديفودا» التي غناها نافين في الفيلم.
صدرت مقطوعات الموسيقى التصويرية للفيلم، والتي قامت شركة أديتيا ميوزك بتسويقها في 26 مارس 2006 في فندق فيكيروي في حيدر أباد بحضور والد بابو كريشنا الذي حضر الحدث كضيف شرف. أطلق موقع سيفاي على الموسيقى التصويرية اسم «المفعمة بالحيوية» واختارت أغنية «جالا جالا» كأغنية الألبوم الأبرز.
وصفت مجلة إندياجليتز الألبوم بأنه ألبوم يشبه دوران الطاحونة حيث يفتقر إلى النضارة. اختار المراجع أغاني «ديفودا»، و«جالا جالا» و«إباتيكينكا» كمختارات للألبوم، ومنح كل منها من أصل 5 نجوم.

منح موقع سيني جوير موسيقى الفيلم تقييمًا بثلاث نجوم من أصل خمسة، وأضاف كاتب المراجعة: 
حين تستمع لموسيقى وأغاني فيلم بوكيري ستجدها جيدة للوهلة الأولى، ولكن بعد فترة، ستجد أن بعض ألحان الاغاني تشبه الطنين في أذنيك... تبدو موسيقى ماني شارما مثل حقيبة مختلطة«، واصفة إياه بـ» حقيبة مختلطة لماني شارما. 
اختار كاتب المراجعة أغاني «دولي دولي» و«جالا جالا» كأبرز أغاني ألألبوم، ومنح كل منهما 3.5 من 5 على سبيل التقييم.

## العرض
كان من المقرر إطلاق فيلم بوكيري في جميع أنحاء العالم في 21 أبريل 2006، ولكن تأجل العرض الأول للفيلم إلى 28 أبريل 2006،  بسبب التأخير في أنشطة ما بعد الإنتاج، حيث تصادم موعد إصداره الأول مع إصدار فيلمي «بانجارام» و«فيرابادرا». حصل الفيلم على شهادة «أ»، التي تعني انه مصنف للبالغين فقط، من المجلس المركزي لتصديق الأفلام لاحتوائه على مشاهد فاحشة وعنف مفرط. يعتبر فيلم بوكيري واحدًا من أربعة عشر فيلمًا من جنوب الهند عُرضت في مهرجان أكاديمية السينما الهندية السينمائي الدولي عام 2006، والذي أقيم في مركز دبي الدولي للمؤتمرات في مدينة دبي بالإمارات العربية المتحدة. تم بيع حقوق بث الفيلم عبر الأقمار الصناعية لقناة إم إم إيه تي في.

## الأراء النقدية
كتبت مجلة ذا هندو في مراجعتها لفيلم بوكيري:
يمكن للمرء أن يرى، إذا ما نفضنا الغبار عن العمل، تعطش المخرج للاستفادة من حماس الجمهور لمثل هذه الأفلام. ومع ذلك فإن الفيلم بمثابة استعراض لماهش بابو بكل الطرق. 
كما كتبت الناقدة السينمائية ي. سونيتا تشاوداري على صفحات مجلة ذا هندو فيما يتعلق بأداء بابو في فيلم بوكيري:
إن أداء بابو البسيط في فيلم بوكيري يسمح له باستعادة نجوميته دون عناء، مما يلقي بظلاله على المزيد من الخيارات المهنية المشكوك فيها. 
وصرحت موقع سيفاي في مراجعته للفيلم أن فيلم بوكيري تم تصميمه كوجبة ماسالا جماعية ترضي فئة المشاهدين المتساهلة. وأضاف المراجع أن حضور بابو على الشاشة كان أحد نقاط قوة الفيلم.

ذكر موقع ريديف دوت كوم في مراجعته للفيلم:
أن الأمير ماهش بابو سوق لعرض الفيلم بإطلالة رياضية جديدة، وقد بدا كأنه يحمل الفيلم على كتفيه، معززًا خط انتصاراته بعد فيلم أثادو في العام الماضي، إن آخر ما يميز الفيلم هو تصميمه الجيد لتسلسل الأحداث (إذا كان بإمكانك استيعاب العنف)، مما يمنحه مظهرًا رائعًا.
منحت مجلة إندياجليتز الفيلم مراجعة إيجابية قائلة: 
يقدم فيلم بوكيري البطل إلينا شريرًا لا يرحم، وهو جزء من العالم السفلي المهول لعصابات المافيا. ولكنك بمرور الوقت، ومع اقترابك من خاتمة الفيلم، تجد أن هناك الكثير من الالتواءات والانعطافات. إنه فيلم حركة، ومرح وتألق وحب، مما سيجعل بوكيري هو فيلمك المفضل.

## الإيرادات
حقق افتتاح العرض الأول لفيلم بوكيري -وفقًا لموقع سيفاي- نجاحًا غير عاديًا في جميع أنحاء العالم، وتمكن من الاستفادة من أيام العطلة التي استمرت لمدة أربعة أيام. صدر فيلم بوكيري في شاشة واحدة، مسرح جايابرادا في مدينة تشيناي، حيث تم بيع 98.5٪ من المقاعد ووضع في المرتبة الثانية في مخطط شباك التذاكر في المدينة، والذي وصفه موقع سيفاي بأنه إنجاز رائع. أكمل الفيلم خمسين يومًا من العرض في 17 يونيو 2006 في ما يقرب من 300 مركز ودار عرض، وحصل على 350 ألف دولار أمريكي ليصبح أعلى فيلم ناطق بالتيلوجوية يحقق أرباحًا في الولايات المتحدة الأمريكية. حصد الفيلم بحلول يوليو 2006 أرباحًا تراوحت ما بين 350 - 400 مليون روبية هندية، وأصبح بذلك الفيلم التيلوجوي الأعلى ربحًا على الإطلاق. كما حصد الفيلم حوالي 120 مليون روبية هندية من خلال عرضه في منطقة نظام حيدر أباد وحدها، محطمًا الرقم القياسي السابق المسجل في المنطقة لفيلم إندرا في عام 2002، وحصل على ما يقرب من 25 مليون روبية هندية من خلال العرض في الولايات المتحدة الأمريكية.
أكمل الفيلم 100 يوم عرض في 200 مركزًا، و175 يومًا من العرض في 63 مركزًا، كما أكمل 200 يوم عرض في 15 مركزًا، و365 يومًا من العرض في مسرح واحد في بلدة كورنول، ليصبح أول فيلم باللغة التيلوجوية يستمر عرضه طوال هذه المدة خلال عقدي الثمانينيات والتسعينيات من القرن العشرين، ونصف العقد الأول من القرن الحادي والعشرين. عُرض الفيلم في مسرح بهاجيراتا بمدينة كورنول لمدة 500 يوم بمعدل أربعة عروض في اليوم واحد.
حقق فيلم بوكيري أرباحًا إجماليه على مدى تاريخه منذ بداية عرضه قدرت بحوالي 700 مليون روبية هندية، وربح موزعو الفيلم حول العالم نحو 440 مليون روبية هندية من عروض الفيلم العالمية. ظل فيلم بوكيري يحتل المركز الأول كأعلى الأفلام التيلوجوية تحقيقًا للإيرادات حتى عام 2009 عندما أزاحه فيلم «ماجادهيرا» إلى المركز الثاني بعد تسعة أيام من عرضه.

## الجوائز
حصل فيلم بوكيري على أربعة جوائز من مهرجان جوائز ناندي في عام 2006 وهي:
- جائزة أفضل فيلم روائي طويل: التي فاز بها بوري جاجاناد ومانجولا جاتامانيني.
- جائزة أفضل مونتاج: التي فاز بها مارثاند ك. فينكاتش.
- جائزة أفضل تصميم للمعارك القتالية: التي فاز بها فيجايان.
- جائزة أفضل مدبلج: التي فاز بها ب. رافي شانكار.

كما حصد الفيلم جائزتين من مهرجان فيلم فير لأفلام جنوب الهند في دورته الرابعة والخمسين، وهي جائزة أفضل مخرج لبوري جاجاناد، وجائزة أفضل ممثل لماهش بابو. وحصل ماهش بابو أيضًا عن أدائه في فيلم بوكيري على جائزة أفضل ممثل من مهرجان سانتوشام للفيلم، بالإضافة إلى جائزة أفضل ممثل من مهرجان جوائز فامسي السينمائية لعام 2007.

## النسخ اللاحقة من الفيلم
أعيد إصدار فيلم بوكيري بلغات مختلفة في جميع أنحاء الهند، حيث أعيد إنتاجه لأول مرة باللغة التاميلية وبنفس الاسم في عام 2007 من من إخراج برابو ديفا، وكان هذا هو أول عمل يقدمه كمخرج للسينما التاميلية. ثم أعاد ديفا إنتاج الفيلم مرة أخرى باللغة الهندية ولكن بعنوان «مطلوب» في عام 2009. أصبح فيلم مطلوب ثاني أعلى فيلم هندي يحقق أرباحًا على الإطلاق في تلك المرحلة. صدرت نسخة فيلم بوكيري باللغة الكنادية والتي حملت عنوان «بوركي» في عام 2010 من إخراج م. د. سريدار. كان الفيلم البنجلاديشي «مونير جالا» الذي صدر في عام 2011 باللغة البنغالية نسخة غير رسمية من فيلم بوكيري. قررت السينما الباكستانية بعد ذلك أن تُمنح مفهومًا جديدًا لفيلم بوكيري فأعيد إنتاجه باللغة الأردية بنفس الاسم ومن بطولة أويس خان من باكستان وبراكاش راج من بوليوود.

## التأثير

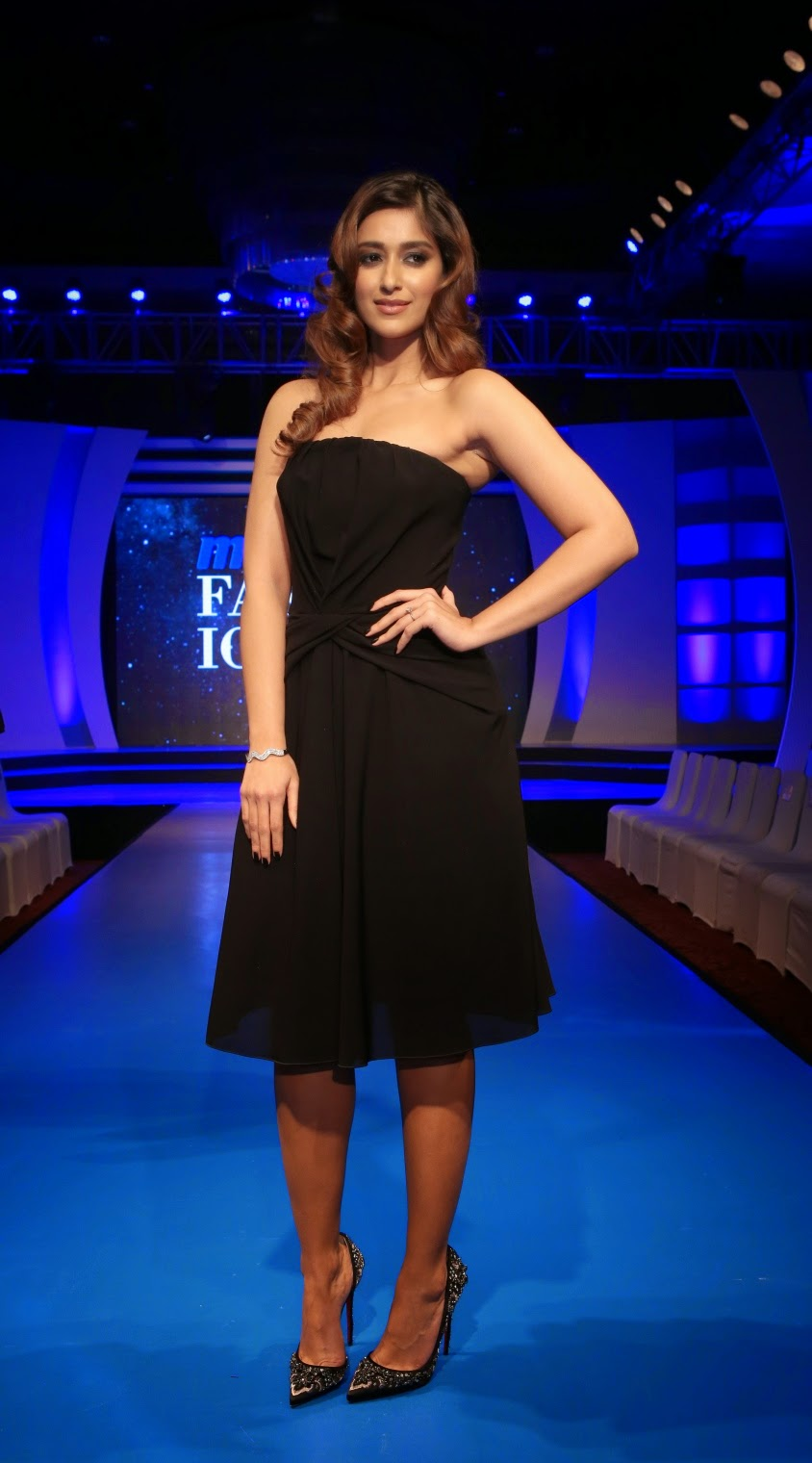
إليانا دي كروز بطلة فيلم بوكيري التي أصبحت إحدى نجمات بوليوود المتميزات بعد أداءها في الفيلم

أدى نجاح فيلم بوكيري إلى تربع ماهش بابو على عرش النجومية الفائقة، والاعتراف بجاجاناد ككاتب ومخرج متميز. نال ظهور براهماناندام كمهندس برمجيات، والمشاهد الكوميدية لعلي وبراهماناندام، ومشهد بابو حين طلب من إليانا طبق الأوبما الهندي في محطة السكة الحديد الكثير من الإشادة. كما أصبحت الأزياء التي ظهر بها بابو في الفيلم هي موضة الأزياء في ولاية أندرا براديش بعد الفيلم، واستمر تأثيرها على الموضة حتى اليوم. صدرت العديد من الأفلام التي تحمل أسماءًا مشابهة بعد فيلم بوكيري، مثل فيلم جاجاناد التالي «ديسامودورو» الذي صدر في عام 2007.

كشف بابو في مقابلة له أنه صار أكثر ارتباكًا وتشككًا بعد نجاح الفيلم قائلًا:
لقد حقق الفيلم نجاحًا كبيرًا، جعلني أريد فقط التمثيل في أفلام تشبه بوكيري، وأعتقد أن هذا كان خطأ. كان إذا جاءني شخص ما بنص، أفكر في مدى النجاح الذي سيحققه الفيلم قبل أن أفكر في لعب الشخصية، لذلك شعرت أنني بحاجة إلى استراحة من المشاركة في الأفلام نفسها. أردت في البداية استراحة فقط لمدة سبعة أشهر، ووقعت مع شركة خاليجا بعد تسعة أشهر، لكن ازدادت المدة وانتهى الأمر بإجازة استمرت لمدة عامين. لكنني لم أفزع... لقد شعرت بالاسترخاء لأول مرة في حياتي.
صارات عبارات بابو في فيلم بوكيري شائعة في المحادثات العامة بعد نجاح الفيلم، مثل عبارة: «بمجرد أن أتخذ قرارًا، لن أستمع حتى إلى نفسي»، وصارت كلمة «باندو» وهو اسم بطل الفيلم تعبيرًا دارجًا في الأحاديث العامة في الهند يشير إلى الشخص الذي تؤدي لكماته إلى التعتيم الكامل.
اقتحمت إليانا دي كروز من خلال مشاركتها في الفيلم السينما التيلوجوية. ووصفها المحلل التجاري سريدهار بيلاي في يونيو 2006 بـ«فتاة سينما التيلوجو الجديدة» حيث شعر أن بريقها ووجودها على الشاشة وكيمياءها على الشاشة مع بابو كان أحد نقاط قوة الفيلم. كما تحدثت الممثلة سامانثا روث برابهو بعد نجاحها في فيلم «يي مايا تشيسافي» الذي صدر في عام 2010 عن تأثير بعض الأفلام على الممثلين حيث كان فيلم بوكيري رائدًا في هذا النوع من التأثير، واستشهدت بدور إليانا دي كروز في أدوار مماثلة لها بعد نجاح بوكيري قائلة إنه أصبح إلزاميًا لها أن ترتدي البيكيني في كل فيلم منذ ذلك الحين.
صدرت العديد من الأفلام لمحاكاة فيلم بوكيري، مثل فيلم ديسامودورو حيث ظهرت فيه شخصية القديس جودومبا شانكار التي أداها الممثل الهندي علي وهو يقلد أسلوب بابو في أغنية «دولي دولي» من فيلم بوكيري. كما كان مشهد بداية براماناندام في فيلم «جالسا» الذي صدر عام 2008 محاكاة ساخرة لبداية بابو كشرطي في فيلم بوكيري. تم محاكاة نفس تسلسل أحداث فيلم بوكيري أيضًا في أفلام مثل «سوديجادو» الصادر في عام 2012، حيث سمي بطل القصة «سيفا مانوهار أي بي إس» على غرار «كريشنا مانوهار أي بي إس» بطل فيلم بوكيري، وكذلك في فيلم «ريس جورام» الذي صدر في عام 2014.
وفي فيلم «دوكودو» الذي صدر في عام 2011، ظل يُنظر إلى بابو لفترة وجيزة على أنه مخرج سينمائي يجعل برودهفي راج وم. س. نارايانا يتلوان بعض العبارات من حوار فيلم بوكيري. كما يقلد بطل القصة الرئيسي في فيلم «إيجا» الصادر في عام 2012 سلوكيات بابو من أغنية «جاجادامي» بعد إصابة خصمه الذي لعب دوره سوديب. كانت إحدى عبارات ساياجي شيندي في فيلم بوكيري مصدر إلهام لعنوان فيلم «تيناما بادوكوناما تيلاريندا».